# Товарищево
Товарищево — деревня в Троицком административном округе Москвы (до 1 июля 2012 года в составе Подольского района Московской области). Входит в состав поселения Клёновское.

## Население
| 1859 | 1890 | 1899 | 1926 | 2002 | 2006 | 2010 |
| ---- | ---- | ---- | ---- | ---- | ---- | ---- |
| 194  | →194 | ↘192 | ↗222 | ↘1   | ↗2   | →2   |

Согласно Всероссийской переписи, в 2002 году в деревне проживал 1 мужчина. По данным на 2005 год в деревне проживало 2 человека.

## География
Деревня Товарищево расположена в восточной части Троицкого административного округа, примерно в 49 км к юго-юго-западу от центра города Москвы, на левом притоки реки Мочи бассейна Пахры.
В 2 км юго-восточнее деревни проходит Варшавское шоссе, в 5 км к западу — Калужское шоссе А130, в 4 км к северу — Московское малое кольцо А107, в 10 км к югу — Большое кольцо Московской железной дороги.
Связана автобусным сообщением с городом Подольском. Ближайшие населённые пункты — деревни Чириково и Акулово.

## История
Село Григорьевское, Товарищево тож в 1627—1628 гг. — «пустошь, что было сельцо, на речке Липичне, у речки Мочи», Московского уезда, Перемышльской волости, — «вотчина Бориса Иванова Головина и Саввы Грибанова, что прежде была вотчина Ивана Грибанова, а владеет Борис Ив. Головин тою вотчиною, по рядной Прасковьи Ивановской жены Грибанова 133 (1625) года»— Исторические материалы о церквах и сёлах XVI—XVIII ст.
По переписным книгам 1678 г. значилось за стольником, думным дворянином Пётром Ивановичем Потёмкиным. В сельце был двор вотчинников, в котором жил приказчик и 50 человек деловых людей, переведённые из Вологодского уезда, 3 двора задворных и двор бобыльский, в них 16 человек.
В январе 1680 г. Пётр Иванович Потёмкин подаёт прошение в патриарший Казённый приказ о строительстве в его селе деревянной церкви во имя Казанской иконы Божией матери. Деревянная церковь была построена в 1680 г. и в 1684 освящена.
В 1704—1731 гг. селом владел внук Петра Ивановича — действительный статский советник Иван Степанович Потёмкин. В 1704 году в селе числилось 19 крестьянских дворов.
В 1731 году Иван Степанович Потёмкин в 1731 г. обращается в Синодальный Казённый приказ с просьбой о разрешении строительства каменной церкви взамен ветхой деревянной.
В 1735 г. по проекту архитектора Федора Васильева каменная церковь была построена и освящена, имела два престола — во имя Казанской иконы Божией матери и Преподобного Сергия Радонежского (в трапезной).
В «Списке населённых мест» 1862 года — владельческое село 1-го стана Подольского уезда Московской губернии по правую сторону Московско-Варшавского шоссе, из Подольска в Малоярославец, в 15 верстах от уездного города и 8 верстах от становой квартиры, при речке Липенке и колодце, с 38 дворами, православной церковью и 194 жителями (93 мужчины, 101 женщина), в селе проводились ярмарки.
По данным на 1899 год — село Красно-Пахорской волости Подольского уезда с 192 жителями, в селе располагалась квартира сотского.
В 1913 году — 40 дворов и земское училище.
По материалам Всесоюзной переписи населения 1926 года — центр Товарищевского сельсовета Красно-Пахорской волости Подольского уезда в 3,2 км от Варшавского шоссе и 14,9 км от станции Гривно Курской железной дороги, проживало 222 жителя (106 мужчин, 116 женщин), насчитывалось 44 хозяйства, из которых 41 крестьянское, имелась школа 1-й ступени.
1929—1946 гг. — населённый пункт в составе Красно-Пахорского района Московской области.
1946—1954 гг. — в составе Калининского района Московской области.
1954—1963, 1965—2012 гг. — в составе Подольского района Московской области.
1963—1965 гг. — в составе Ленинского укрупнённого сельского района Московской области.
С 2012 г. — в составе города Москвы.

## Достопримечательности
В деревне Товарищево находится Колокольня Казанской церкви. Церковь Казанской иконы Божией Матери была построена 1731—1735 годах. В конце 1940-х годов церковь была сломана, но колокольня сохранилась. В 2002 году колокольня была передана церкви, и начались ремонтные работы. Планируется восстановление церкви на старом фундаменте. Колокольня Казанской церкви является памятником архитектуры местного значения.